# Chorée de Sydenham
 Mise en garde médicale
La chorée de Sydenham, nommée ainsi d'après Thomas Sydenham, est une maladie inflammatoire du système nerveux central, apparaissant après une infection à streptocoques bêta-hémolytique du groupe A (par apparition de complexe immuns circulants composés de IgG et Antigènes SBHA), avec fièvre. Elle est caractérisée par des mouvements involontaires et contractions des muscles du tronc et des extrémités. Elle touche les enfants de 7 à 14 ans consécutivement à une contamination aux streptocoques. Les antigènes streptococciques ressemblent à ceux retrouvés au niveau des tissus nerveux, ce qui entraîne un rhumatisme articulaire aigu (RAA),. Elle peut guérir naturellement ; on la traite habituellement à la pénicilline.
En langage courant, elle est appelée la « danse de Saint-Guy ».

## Historique

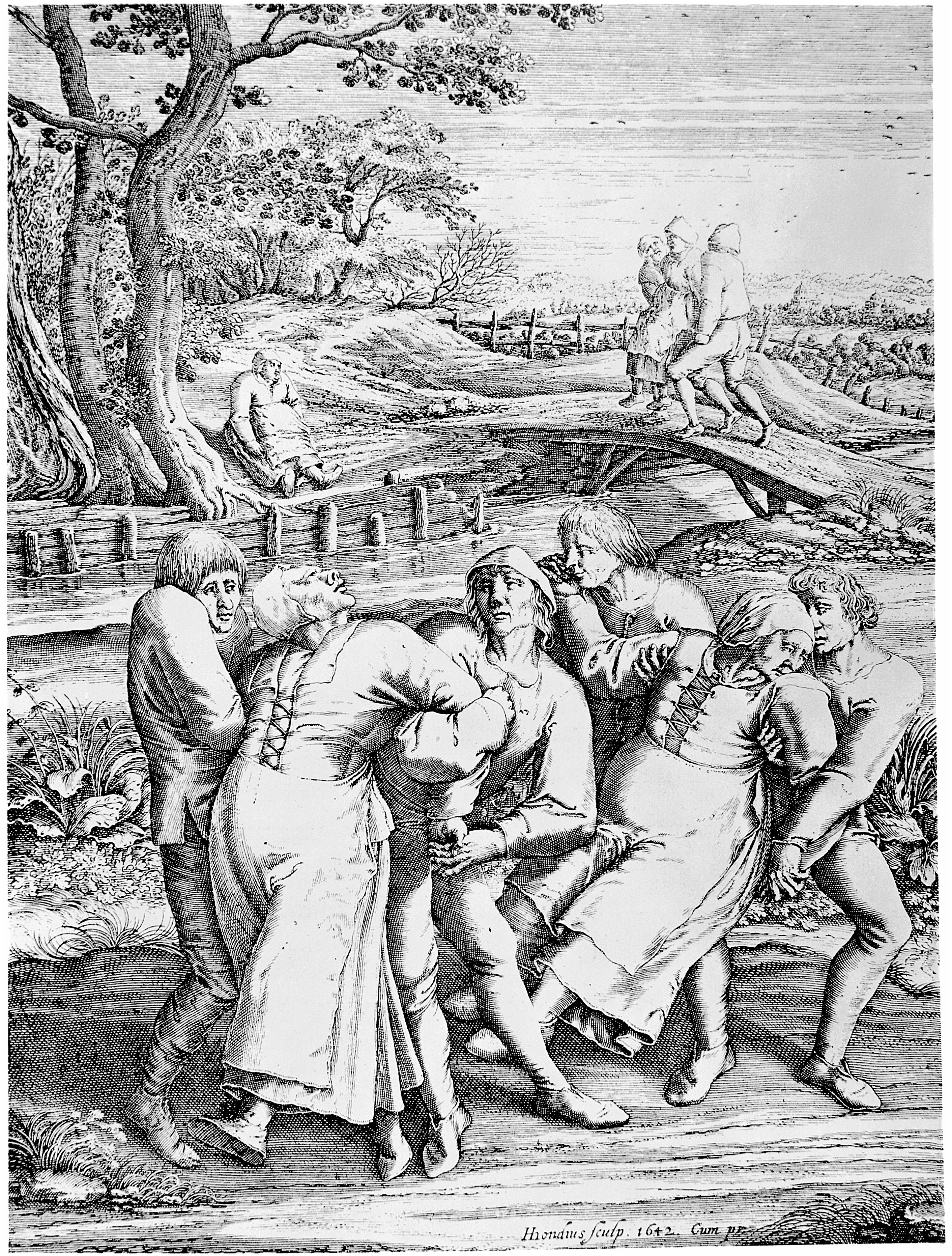
La Manie dansante par Hendrik Hondius II d'après Pieter Brueghel l'Ancien.

L'appellation « danse de Saint-Guy » semble dater du IXe siècle, après des guérisons miraculeuses lors du transfert des reliques de saint Guy de Saint-Denis vers la Saxe. Le culte de saint Guy, en tant que protecteur des épileptiques et des malades atteints de chorée, s'est alors développé.
Andy Warhol en fut atteint durant son enfance.